# Jean-Louis Dress
Jean-Louis Dresselaers dit Jean-Louis Dress, né le 10 mars 1954 à Uccle (province de Brabant), est un illustrateur et auteur de bande dessinée, belge francophone.

## Biographie
Jean-Louis Dresselaers naît le 10 mars 1954 à Uccle, une commune bruxelloise,.
Au terme d’humanités générales, il devient chauffeur de poids lourd international en 1973. Il est victime d'un grave accident de moto en 1978. Sur son lit d’hôpital, il découvre le plaisir de dessiner. Une passion naît. Il décide donc de changer d'orientation et il se lance dans le métier en autodidacte. C'est par hasard qu'il est amené à effectuer le lettrage des planches d'Oncle Zigomar de Bob de Moor publiées par Bédéscope.
Il réalise ainsi de nombreuses illustrations pour la presse dont La Meuse, La Lanterne, Vlan, Connect ainsi que des affiches pour des campagnes diverses et des expositions. Comme graphiste, il réalise des dessins publicitaires pour des produits alimentaires et scolaires de marques prestigieuses. Il illustre par ailleurs plusieurs romans. De 1989 à 1993, il lance la série humoristique Les Conjurés. Il dessine des gags sur des scénarios de Debeher d'une ou deux planches publiés dans le fanzine de bande dessinée Sapristi !. C'est aussi un papa gâteau qui illustre de nombreux livres destinés aux enfants auxquels il voue une autre passion. Il publie Le Sixième Océan (1996) dans la maison d'édition Topgame, fondée par Louis-Michel Carpentier et Le Dragon des rêves (1997), puis Zoé, petite princesse aux Éditions Labor en 1998, L'Arbre qui voulait voir la mer dans la collection « Poussières de Rêves » aux éditions Delphi en 2001 et ainsi que La Poupée Pomme de Terre dans la même collection en 2006. Par la suite, il a recours à l'auto-édition pour la publication de ses ouvrages.
Parallèlement, il consacre chaque année une partie de son temps à faire des animations dans des écoles tant belges, que françaises.
En 2005, il répond à l'appel de l'armée belge et participe au collectif BDéfense ! vendu au profit d'œuvres caricatives.
L'année suivante, il réalise la mise en couleur de Way of road by Jean Verheyen pour le dessinateur Bruno Di Sano, un album de bande dessinée publicitaire publié conjointement par Jean Verheyen et les éditions Ligne Claire de Christian Vanderhaeghe.
En 2010, il est fait membre d'honneur de la confrérie wavrienne du Stofé aux côtés de Bédu, Bob de Groot, Bernard Vrancken et André Taymans.
En outre, il participe aux collectifs www.OpaleBD.com - Les 10 ans du cht'i site qui monte ! - L'Hommage de 70 auteurs BD aux éditions de la Fibule en 2008 et à 62 Auteurs de Boulogne Dessiné pour Les Amis de la B.D. en 2010. À l'occasion de l'anniversaire des 50 ans de carrière de François Walthéry, il lui rend hommage  dans Walthéries - Les auteurs BD fêtent François Walthéry aux éditions GPRD en 2012. En 2014, il est aux côtés de Philippe Delaby dans l'artbook Trésors plus ou moins cachés publié par le festival BD de Boulogne-sur-Mer.
Il réalise également plusieurs affiches de festivals de bande dessinée tels que Tournai, Berck-sur-Mer, Brignais, Damparis et Gisors,.
En 2020, il expose ses aquarelles aux cimaises de la galerie Aarnor à Spy.

### Vie privée
Il réside à Braine-l'Alleud en Brabant wallon en 2010. Il est le père de Laurent et de Carole.

## Œuvres

### Illustration

#### Romans
- Frank Andriat et Mythic, Juridiction zéro une enquête de Dogston H. juge, Bruxelles, Memor, avril 1995 (ISBN 2930133007).

#### Littérature jeunesse
- Le Sixième Océan, textes de Mythic en collaboration avec Frank Andriat, dessins de Jean-Louis Dress, Topgame, Bruxelles, 1996.
- Le Dragon des rêves[14],[15], textes de Mythic en collaboration avec Frank Andriat, dessins de Jean-Louis Dress, Topgame, Bruxelles, 1997  (ISBN 2-87292-021-8).
- Zoé, petite princesse[16], Éditions Labor, Charleroi, 1998
Scénario : Claude Lelièvre - Dessin : Jean-Louis Dress - Couleurs : quadrichromie -  (ISBN 2-8040-1315-4),Format à l'italienne.
- L'Arbre qui voulait voir la mer[17], Delphi, coll. « Poussières de Rêves », septembre 2001
Scénario : Bruno Ghys - Dessin et couleurs : Jean-Louis Dress -  (ISBN 2-9517309-0-X)
- La Révolte des jouets[18], Ligne Claire, 8 novembre 2003
Scénario : Haeghe - Dessin et couleurs : Jean-Louis Dress -  (ISBN 2871150192)
- La Poupée Pomme de Terre[19], Delphi, coll. « Poussières de Rêves », Aartselaar, mars 2006
Scénario : Bruno Ghys - Dessin et couleurs : Jean-Louis Dress -  (ISBN 2951730926)

### Bande dessinée publicitaire

#### comme coloriste
- Way of road by Jean Verheyen[8], Jean Verheyen - Ligne Claire, 2006
Scénario : Christian Vanderhaeghe - Dessin : Bruno Di Sano - Couleurs : Jean-Louis Dress -  (ISBN 2-87115-012-5)

### Collectifs
- BDéfense ![7], Forces armées belges, Bruxelles, décembre 2005
Scénario : collectif - Dessin : collectif dont Dress - Couleurs : quadrichromie -  (ISBN 90-7517-204-4)
- www.OpaleBD.com - Les 10 ans du cht'i site qui monte ! - L'Hommage de 70 auteurs BD[20], Les éditions de la Fibule, octobre 2008
Scénario : collectif - Dessin : collectif dont Jean-Louis Dress - Couleurs : quadrichromie -  (ISBN 2-9523621-5-7)
- 62 Auteurs de Boulogne Dessiné, Les Amis de la B.D., Boulogne-sur-Mer, décembre 2010
Scénario : collectif - Dessin : collectif dont Jean-Louis Dress -  (ISBN 978-2-9537801-0-9)Recueil réalisé dans le cadre du 20e festival de la B.D. à Boulogne-sur-Mer.
- Walthéries - Les auteurs BD fêtent François Walthéry[21], GPRD, 1 septembre 2012
Scénario : Bruno Gilson - Dessin : Philippe Fenech, Bruno M - Couleurs : quadrichromie -  (ISBN 978-2-9601235-0-0),Tirage à 500 exemplaires. Album anniversaire des 50 ans de carrière de François Walthéry souhaité par d'autres dessinateurs dont Jean-Louis Dress.

#### Livres
: document utilisé comme source pour la rédaction de cet article.
- Jacques Fiérain, « Dress, Jean-Louis », dans La BD à Bruxelles et en Brabant, Charleroi, Éd. l'Âge d'or, avril 2003, 144 p., ill. ; 31 cm (ISBN 9782960119664 et 2960119665, OCLC 470388171, présentation en ligne), p. 42. .
- Jan Magito et Karin Ceulemans, Draw and shot, vol. 3, Jakari, 2014, 124 p., ill. ; 30,5 cm (ISBN 978-90-8115-242-6, présentation en ligne).

### Émissions de télévision
- [vidéo] « Les petites fresques de Bruno Ghys et Jean-Louis Dress », sur YouTube, sur France 3 Hauts-de-France, (0 min 56 s), 10 mai 2019.